# A.P.E.M.H.
A.P.E.M.H. (Association des Parents d'Enfants Mentalement Handicapés = Elternvereinigung von psychisch behinderten Kindern) ist eine Behindertenhilfsorganisation mit Sitz in Esch-sur-Alzette im Großherzogtum Luxemburg.

## Geschichte
A.P.E.M.H. wurde von Eltern im Jahr 1967 gegründet. Ziel der Organisation ist die Eingliederung von geistig behinderten Menschen in den Alltag. Im Jahr 1982 gründete APEMH eine Werkstatt Centre d’Aide par le Travail (CAT). Seitdem gibt es vier Ausbildungs- und Arbeitsstrukturen. Sieben Jahre später wurde in Nossbierg die erste Tagesstätte für Jugendliche und Erwachsene mit schwerer Beeinträchtigung oder Mehrfachbeeinträchtigung gegründet. Die APEMH eröffnete im Jahr 1993 die Kinderkrippe Topolino in Niederkorn. Es ist die erste integrative und frühfördernde Kinderkrippe der APEMH.
Im Jahr 2004 nimmt der Service de Soutien et d’Aide à Domicile (SeSAD), seine Tätigkeit auf. Die ersten Wohngemeinschaft (Housener WG) entstand im Jahr 2010 in Hosingen, in der junge Menschen aufgenommen werden, die einen Plan für ein selbstständiges Leben haben. Das KLARO Kompetenzzentrum wurde 2012 gegründet. Es hilft dabei, Informationen für Menschen mit Beeinträchtigungen zugänglich zu machen, durch leicht verständliche Sprache. Das INCLUSO, Pädagogisches und Ausbildungs-Ressourcenzentrum, wurde im gleichen Jahr gegründet, um Fachkräfte zu unterstützen, die in Kindertagesstätten und Maison Relais für Kinder mit besonderen Bedürfnissen arbeiten. Im Jahr 2014 wurde das Ressourcenzentrum für Elternschaft (CRP) gegründet, um Eltern mit Beeinträchtigungen und Fachleute, die mit dieser Zielgruppe arbeiten, umfangreich zu unterstützen. Die Gründung der APEMH Parents et Familles asbl erfolgte im Jahr 2019, um die Rolle von Eltern und Familien zu fördern und an die ursprünglichen Aufgaben der APEMH anzuknüpfen.

## Arbeit
Die Ansätze in der Arbeit sind ressourcen- und lebensweltorientiert, das heißt, es wird nicht in erster Linie die Behinderung – das Handicap – des Menschen gesehen, sondern seine Fähigkeiten und Ressourcen. Standbeine der Organisation sind im Jahr 2012 das Bereitstellen von betreuten Wohnangeboten, Weiter- und Ausbildung für Behinderte, Mitarbeiter und Fachkräfte, ambulante Dienste für die Betreuung vor Ort sowie Vorhalten von Arbeitsplätzen für behinderte und nicht behinderte Menschen. Präsident der Organisation ist zurzeit Rol Anen.

### Projekte
Die Elternvereinigung hat bis einschließlich Dezember 2024 sechs Projekte abgeschlossen: Hip Hop Projekt mit der Choreografin Kendra J. Horsburgh, Projekt „Dem Gina seng nei Welt“ (Tanz) mit der Choreografin Sylvia Camarda, Graffiti-Projekt, Projekt Identity Call, Foto-Projekt und Déierepark.